# Alea iacta est

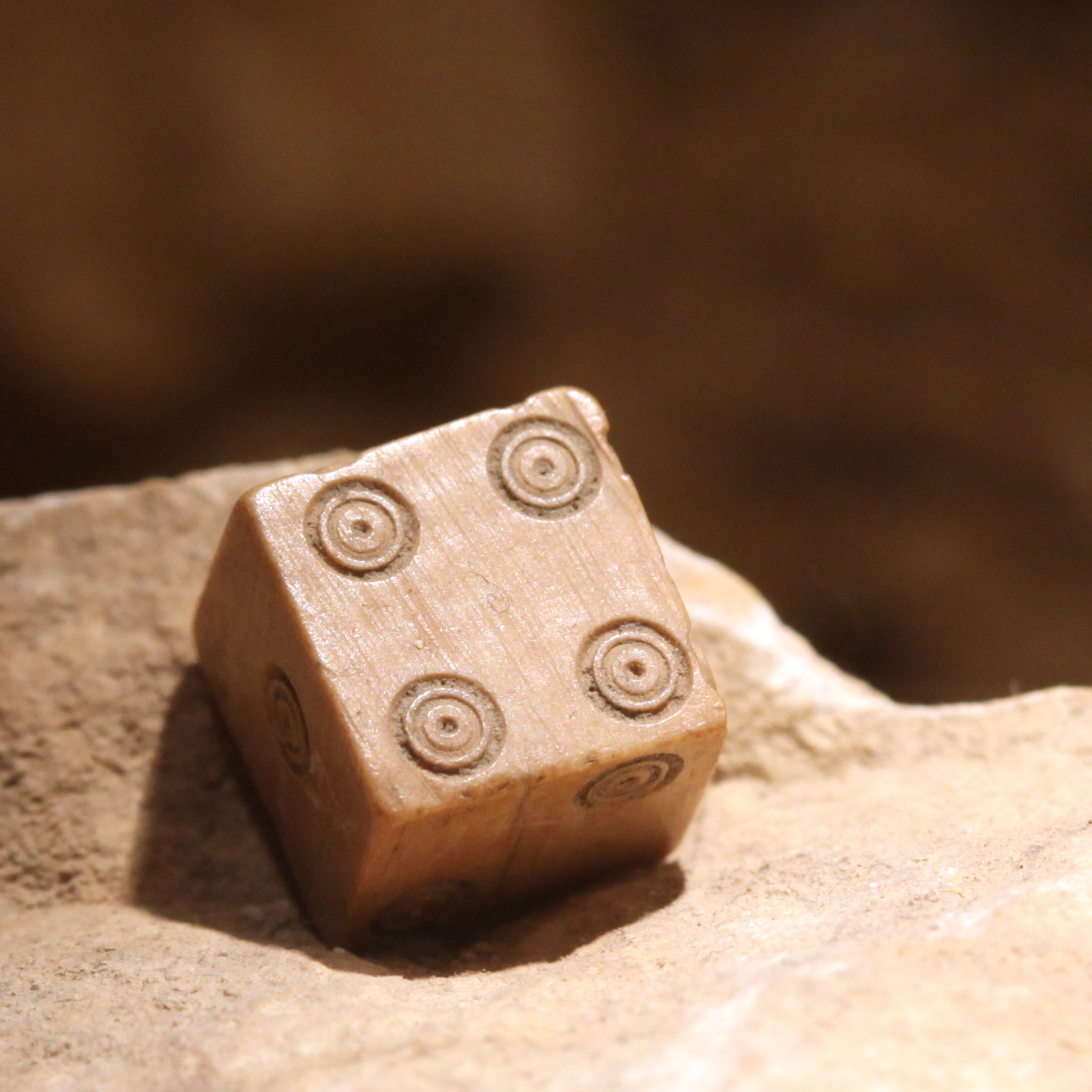
Dado en exhibición en el Museo romano de Lausanne-Vidy.

Álea iacta est (o álea jacta est) es una locución latina (de hecho, una variación de la frase latina iacta alea est), de uso actual que significa «se echó el dado», «los dados están echados», «el dado fue lanzado» (literalmente), o, más propiamente en español, «la suerte está echada». Esta expresión fue atribuida por Suetonio a Julio César en el momento que este liderara su ejército al cruzar el río Rubicón en el norte de Italia, límite entre Italia, territorio metropolitano de Roma, y la Galia Cisalpina, provincia que le había asignado el Senado romano a éste. Mediante este paso se rebeló contra la autoridad del Senado y dio comienzo a la larga guerra civil contra Pompeyo y los optimates. Se supone que a ningún general le era permitido el entrar en la jurisdicción de Roma con sus legiones, de otra manera, se entendía que este se había declarado en rebeldía contra el gobierno.
Esta frase aparece en la obra de Suetonio Vidas de los doce césares, si bien redactada como «iacta alea est».La frase, en su original en latín o en traducciones, es usada en muchos idiomas para indicar que los eventos han pasado un punto de no retorno, que son irreversibles o inevitables. Se le cita ahora más comúnmente con el orden de las palabras cambiado (álea iacta est) en vez de la sintaxis original. Según algunas versiones, en lugar del participio pasivo «iacta», César usó el imperativo «iaci»: ¡echad! (la suerte).

## Forma de la frase
En latín álea se refiere a un juego con dados, y de manera más general, a un juego de azar. Los dados eran comunes en tiempos romanos y por lo general se lanzaban tres a la vez. Había dos tipos de dados. Los de seis caras eran conocidos en latín como tesserae y los de cuatro caras (redondeados en los extremos) eran conocidos como tali. En griego, la palabra para dado era κύβος (kyubos).
Según el historiador griego Plutarco, la frase fue dicha durante el cruce del río Rubicón, en estas palabras: 

Ἑλληνιστὶ πρὸς τοὺς παρόντας ἐκβοήσας, «Ἀνερρίφθω κύβος», [anerrífthō kýbos] διεβίβαζε τὸν στρατόν.

 Él [César] declaró en griego en voz alta a quienes estaban presentes "Que se lance un dado" y condujo al ejército a la otra orilla.
PlutarcoVida de Pompeyo, 60.2.9

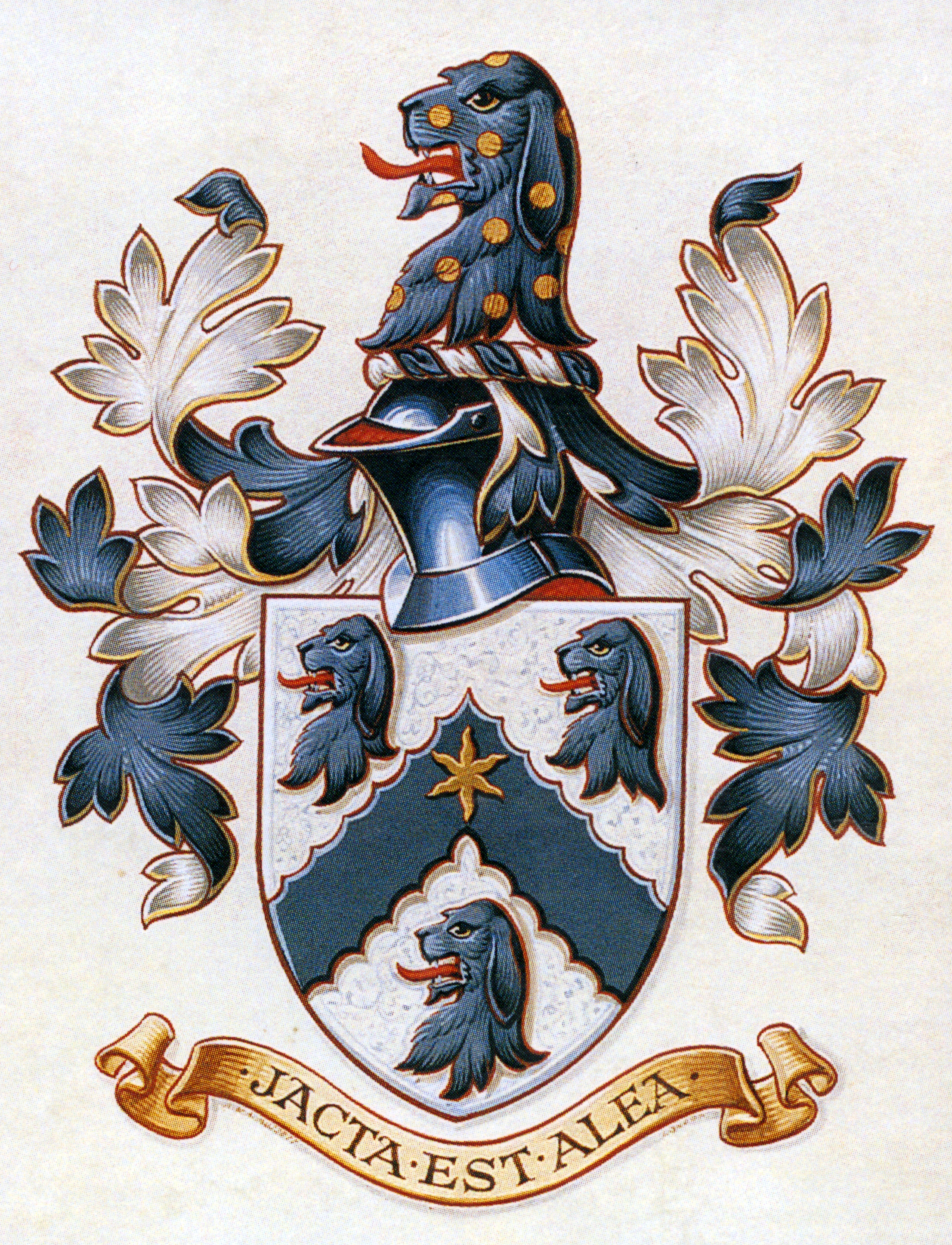
El lema de la familia Hall de Shackerstone dice jacta est alea.

Suetonio, un contemporáneo de Plutarco que escribía en latín, reporta una frase similar:

Caesar: "...  iacta alea est", inquit.

César dijo, "El dado ha sido echado".
Suetonio, Vita Divi Iuli (Vida del deificado Julio), 121 AD, párrafo 32

El diccionario de latín de Lewis y Short, citando a Casaubon y Ruhnk, sugiere que el texto de Suetonio debería haber dicho iacta álea esto (leyendo el esto en imperativo futuro singular de tercera persona, en vez del presente est), que traducen como «¡Que se eche el dado!» o «¡Que se arriesgue el juego!». Esto encaja con el uso de Plutarco del imperativo mediopasivo perfecto singular de tercera persona del verbo ἀναρρίπτω, es decir ἀνερρίφθω κύβος (anerrífthō kýbos).
Si se cree a Plutarco, César pronunció la frase en griego, tomada de un verso del comediógrafo Menandro, con el sentido de «los dados están echados (esperemos ahora la suerte)». La frase aparece en Ἀρρηφόρος (transliterado como Arreforos, o posiblemente, La Flautista), tal y como es citada en el Banquete de los eruditos, libro XII párrafo 8. Al parecer Menandro era uno de los favoritos de César, quien lo prefería al romano Terencio. 
Probablemente, la fuente que usó Plutarco para emitir esta declaración haya sido el prólogo del libro de Historias de Asinio Polión, partidario del bando cesariano, quien comentó la anécdota, puesto que, por su cercanía a César, tal vez lo habría escuchado en el momento de cruzar el Rubicón.
Es posible que Horacio haya oído esto al propio Asinio Polión en la «recitatio» —término latino referente a una especie de presentaciones de libros en sociedad, cuya versión final en época de Augusto se debe al propio Polión— de su obra.
La frase en griego (ἀνερρίφθω κύβος, anerríphthō kúbos) está, pues, en Menandro 65.4 y en Plutarco Caes. 32. En latín tal vez la traducción más rigurosa sería: «iacta esto alea», que equivaldría a «que se lance el dado», o «que esté el dado lanzado», con el sentido arriba comentado.
La oración implica que él había tomado el riesgo y pasado un «punto de no retorno». Es decir, como el jugador que ha apostado todo a una tirada de dados, debía no retroceder de lo que había emprendido. Hoy la frase significa dar un paso irrevocable, generalmente de riesgo o confrontación.
Gramaticalmente está integrada por el nominativo de ālĕa (genitivo ālĕae): dados, y el pretérito perfecto pasivo del verbo iăcĭo (echar, ha sido echada). 
Sin embargo, se suele traducir por “la suerte está echada” para evitar una construcción como la voz pasiva, que en castellano no es de uso común y da un aspecto forzado a la traducción. Además, en castellano no se suele mantener la metonimia implícita en latín por la que se hace referencia a la suerte de los dados. 
Se emplea esta frase para aludir a una decisión extrema que se asume, después de haber meditado bastante.